# Detroit Pistons 2011-2012
La stagione 2011-12 dei Detroit Pistons fu la 63ª nella NBA per la franchigia.
I Detroit Pistons arrivarono quarti nella Central Division della Eastern Conference con un record di 25-41, non qualificandosi per i play-off.

## Roster
| N° | Naz.                       | Ruolo | Sportivo           | Anno | Alt. | Peso |
| -- | -------------------------- | ----- | ------------------ | ---- | ---- | ---- |
| 3  | Stati Uniti (bandiera)     | G     | Rodney Stuckey     | 1986 | 196  | 93   |
| 5  | Stati Uniti (bandiera)     | A     | Austin Daye        | 1988 | 211  | 91   |
| 6  | Stati Uniti (bandiera)     | C     | Ben Wallace        | 1974 | 206  | 109  |
| 7  | Stati Uniti (bandiera)     | G     | Brandon Knight     | 1991 | 191  | 86   |
| 8  | Regno Unito (bandiera)     | G     | Ben Gordon         | 1979 | 191  | 91   |
| 9  | Stati Uniti (bandiera)     | A     | Damien Wilkins     | 1980 | 198  | 102  |
| 10 | Stati Uniti (bandiera)     | AC    | Greg Monroe        | 1990 | 211  | 113  |
| 12 | Stati Uniti (bandiera)     | G     | Will Bynum         | 1983 | 183  | 84   |
| 20 | Stati Uniti (bandiera)     | A     | Vernon Macklin     | 1986 | 208  | 103  |
| 22 | Stati Uniti (bandiera)     | A     | Tayshaun Prince    | 1980 | 206  | 98   |
| 23 | Stati Uniti (bandiera)     | G     | Walker Russell     | 1982 | 183  | 77   |
| 31 | Rep. Dominicana (bandiera) | A     | Charlie Villanueva | 1984 | 211  | 109  |
| 33 | Svezia (bandiera)          | A     | Jonas Jerebko      | 1987 | 208  | 105  |
| 54 | Stati Uniti (bandiera)     | A     | Jason Maxiell      | 1983 | 201  | 118  |

## Staff tecnico
- Allenatore: Lawrence Frank
- Vice-allenatori: Brian Hill, John Loyer, Roy Rogers, Dee Brown, Charles Klask
- Vice-allenatore/scout: Bill Pope
- Preparatore fisico: Arnie Kander
- Preparatore atletico: Mike Abdenour